# Shanghai Airlines
Shanghai Airlines é uma empresa aérea da República Popular da China com sede em Xangai. Opera voos domésticos e internacionais e a sua base principal é o aeroporto Shanghai Pudong.

## Frota

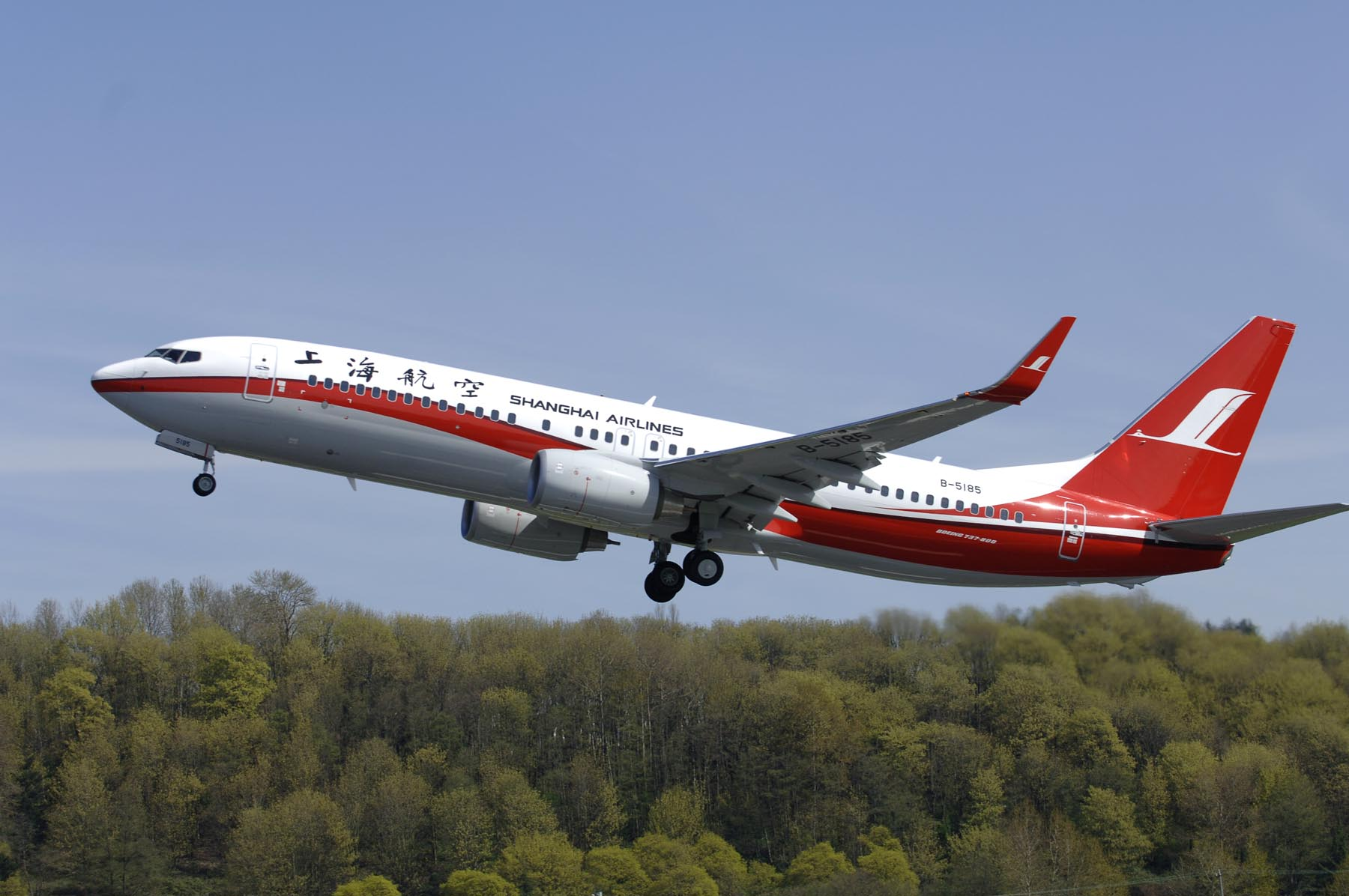
Boeing 737-800 da Shanghai Airlines.

Em novembro de 2017.
- 3 Airbus A330-200
- 3 Airbus A330-300
- 10 Boeing 737-700
- 72 Boeing 737-800
- 4 Boeing 767-300
- 1 Boeing 767-300ER